# Kevin Peter Hall
Kevin Peter Hall (9. květen 1955, Pittsburgh - 10. duben 1991, Hollywood) byl 220 cm vysoký americký herec, který je známý například ztvárněním postavy Predátora ve filmech Predátor (1987) a Predátor 2 (1990).

## Biografie

### Mládí
Již na střední škole Hall exceloval v basketbalu, díky čemuž získal stipendium pro studium na Univerzitě George Washingtona. Zde se setkal s Jayem Fenichelem se kterým později přešel na hereckou kariéru.
Po absolvování univerzity se odebral hrát basketbal do Venezuely, ale po roce jej přestal basketbal bavit a přesunul se do Los Angeles v Kalifornii. Zde se opět setkal s Fenichelem. Spolu pak pracovali na two-man muzikálu zvaném In five a spolu také nacvičili two-man show The Worst Of Friends. Obě představení pak předváděli po klubech v Los Angeles.

### Kariéra
Když byl film Predátor ve fázi plánování, měl postavu mimozemšťana hrát Jean-Claude van Damme. Tvůrcům filmu se však nelíbil kostým predátora, který nebyl dostatečně děsivý a z tohoto důvodu chtěli i do role predátora obsadit enormně vysokého herce, který by ztvárnil rozdíl mezi postavou majora Dutche, jakožto člověka, kterého hrál Arnold Schwarzenegger.
Kromě filmů Predátor a Predátor 2 se Kevin Peter Hall objevil také v sitcomu Night Court nebo v epizodě „Cena“ seriálu Star Trek: Nová generace.

### Soukromý život
Během natáčení televizní show s názvem 227 se Hall setkal s Alainou Reed se kterou se později oženil a spolu měli 2 děti.
V průběhu práce na sérii Harry and the Hendersons (1987) oznámil, že byl nakažen krevní transfúzí kontaminovanou virem HIV. Virus se rozvinul v AIDS a Kevin Peter Hall zemřel 10. dubna 1991.